# Inhulez Petrowe
Der FC Inhulez Petrowe (ukrainisch ФК Інгулець Петрове) ist ein ukrainischer Fußballverein aus Petrowe im Zentrum des Landes.

## Geschichte
Der Verein wurde 2013 gegründet. 2016 stieg die Mannschaft in die zweitklassige Perscha Liha auf. Im Jahr 2020 gelang erstmals der Aufstieg in die höchste Spielklasse, die Premjer-Liha. Nach drei Spielzeiten erfolgte 2023 wieder der Abstieg (Relegation gegen LNS Tscherkassy).
Im Jahr 2019 stand der Verein im Finale des ukrainischen Pokals, unterlag dort aber Schachtar Donezk mit 0:4.